# ハーリド・ビン・アブドゥッラー
ハーリド・ビン・アブドゥッラー・アール＝サウード（خالد بن عبدالله آل سعود, Khalid bin Abdullah al Saud,1937年 - 2021年1月12日）は、サウジアラビアの王族で、サウジアラビア初代国王アブドゥルアズィーズ・イブン・サウードの弟の息子であり、第2代以降のサウジアラビア国王のいとこである。妻はアブドゥルアズィーズ・イブン・サウードとその妻ハッサの娘であり、同母兄弟にスデイリー・セブンがいる。サウジアラビアの王族としては傍系にあたるため実業家に転進し、マワーリド・グループ（Mawarid Group）を設立し、イギリスを主な拠点として活動している。

## 人物
競馬界で成功した人物でもあり、1970年代後半からオーナーブリーダーとして活動し、イギリス・アイルランド・アメリカでジュドモントファーム（Juddmonte Farm）を所有し、イギリスに種馬場としてバンステッドマナースタッド（Banstead Manor Stud）も所有している。
2021年1月12日に死去。85歳だった。

## 主な所有馬
※本項ではG1勝利馬とG1レースのみを記載する。
- ダンシングブレーヴ/Dancing Brave（2000ギニー、エクリプスステークス、キングジョージ6世&クイーンエリザベスダイヤモンドステークス、凱旋門賞）
- レインボウクエスト/Rainbow Quest（コロネーションカップ、凱旋門賞）
- デインヒル/Danehill（スプリントカップ）
- クエストフォーフェイム/Quest for Fame（エプソムダービー）
- コマンダーインチーフ/Commander in Chief（エプソムダービー、アイリッシュダービー）
- ウォーニング/Warning（サセックスステークス、クイーンエリザベス2世ステークス）
- レイルリンク/Rail Link（パリ大賞、凱旋門賞）
- ワークフォース/Workforce（エプソムダービー、凱旋門賞）
- フランケル/Frankel（デューハーストステークス、2000ギニー、セントジェームスパレスステークス、サセックスステークス2回、クイーンエリザベス2世ステークス、ロッキンジステークス、クイーンアンステークス）
- エネイブル/Enable（オークス、アイリッシュオークス、キングジョージ6世&クイーンエリザベスステークス3回、ヨークシャーオークス2回、凱旋門賞2回、ブリーダーズカップ・ターフ、エクリプスステークス）
- ディスタントヴュー/Distant View（サセックスステークス）